# Nicolas Gillet
Nicolas Gillet (Brétigny-sur-Orge, Francia, 11 de agosto de 1976), exfutbolista francés. Jugó de defensa.

## Selección nacional
Fue internacional con la selección de fútbol de Francia, jugó un partido internacional.

## Clubes
| Club        | País    | Año       |
| ----------- | ------- | --------- |
| FC Nantes   | Francia | 1997-2004 |
| RC Lens     | Francia | 2004-2007 |
| Le Havre AC | Francia | 2007-2010 |
| SCO Angers  | Francia | 2010-2012 |

## Palmarés

### Campeonatos nacionales
| Título               | Club        | País    | Año  |
| -------------------- | ----------- | ------- | ---- |
| Copa de Francia      | FC Nantes   | Francia | 1999 |
| Supercopa de Francia | FC Nantes   | Francia | 1999 |
| Copa de Francia      | FC Nantes   | Francia | 2000 |
| Ligue 1              | FC Nantes   | Francia | 2001 |
| Supercopa de Francia | FC Nantes   | Francia | 2001 |
| Ligue 2              | Le Havre AC | Francia | 2002 |

### Copas internacionales
| Título               | Club    | País                  | Año  |
| -------------------- | ------- | --------------------- | ---- |
| Copa Confederaciones | Francia | Corea del Sur y Japón | 2001 |